# Carndonagh
Carndonagh (en irlandais : Carn Domhnach, littéralement : « le cairn ou le tertre de l'église »,) est une ville du comté de Donegal, en Irlande.

## Géographie

### Situation
Située sur la péninsule d'Inishowen, la ville bordure Trawbreaga Bay.
Elle est aménagée autour d'une place centrale, ou « Diamond ». Son église catholique à l'architecture néo-romane domine l'agglomération.
Carndonagh est desservie par les routes régionales R238, R240 et R244.

### Démographie
Carndonagh compte 2 471 habitants en 2016.

## Enseignement
Les écoles St. Patrick's GNS et BNS et Carndonagh Community School, autrefois plus grande école communautaire d'Irlande, permettent d'organiser localement la scolarité des enfants.

## Vie artistique
De nombreux musiciens, artistes et écrivains vivent à Carndonagh.
Le groupe Inishowen Carnival et la chorale Inishowen Gospel s'y produisent régulièrement et sont reconnus internationalement.

## Transports ferroviaires et routiers
La gare de Carndonagh a ouvert ses portes le 1er juillet 1907 et a fermé le 2 décembre 1935.
Des services de bus privés relient la ville à Derry et à Dublin.

## Sports
Carndonagh héberge :
- Carndonagh GAA, le club de football gaélique local qui évolue en division 4 d'AllSportStore.com ;
- Carndonagh F.C., le club local de football, compétiteur de l'Inishowen Football League.

## Personnalités locales
- Tommy Tiernan (1969- ), comédien ;
- John Pitt Kennedy (1796-1879), ingénieur militaire, né à Cardonagh ;
- Keith McErlean, acteur, est né et a grandi à Cardonagh ;
- Gary Doherty (1980- ), footballeur ;
- Damien Faulkner (1977- ), pilote de course, né à Carndonagh ;
- John Wallace Crawford (1847-1917), aventurier, éducateur et auteur, né à Cardonagh.

## Lieux et monuments

### Patrimoine civil

Architecture locale
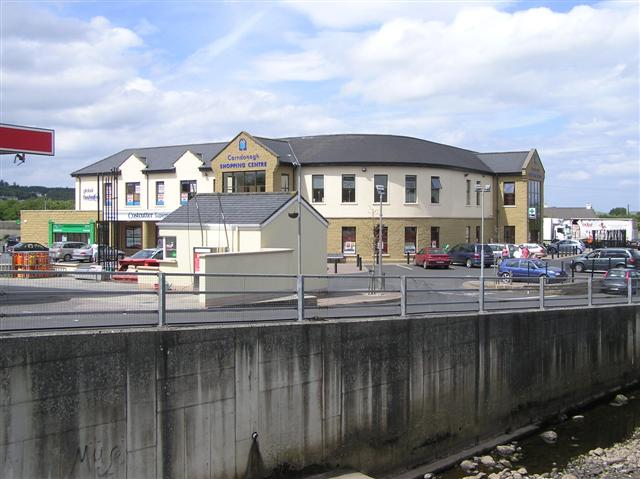
Centre commercial.
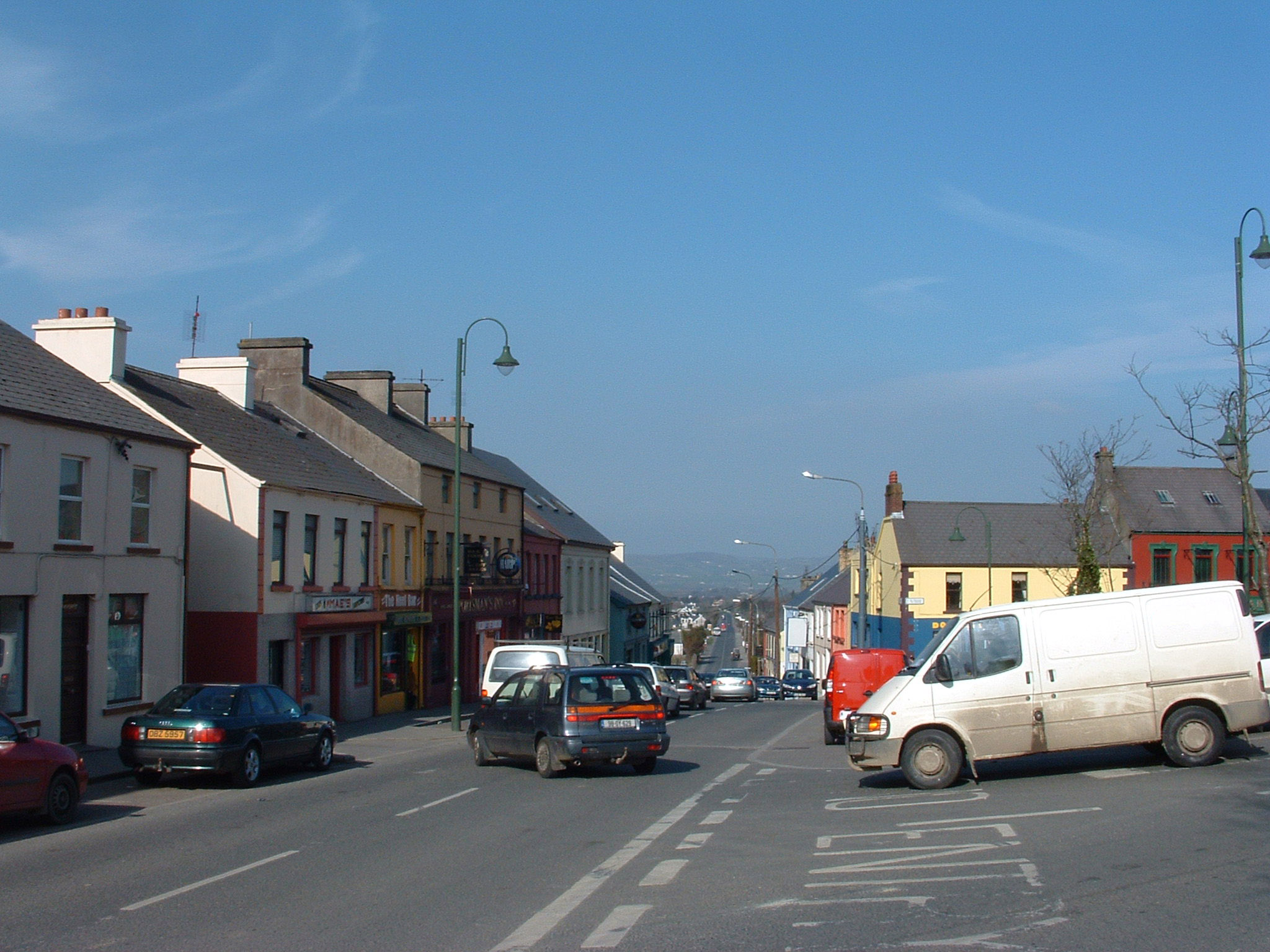
The Diamond, espace public du centre-ville, avec ses bars en périphérie.

### Patrimoine religieux
La localité héberge la croix de Donagh (ou croix de saint Patrick) qui daterait du VIIe siècle.
Quatre édifices religieux sont ouverts aux cultes.

Les
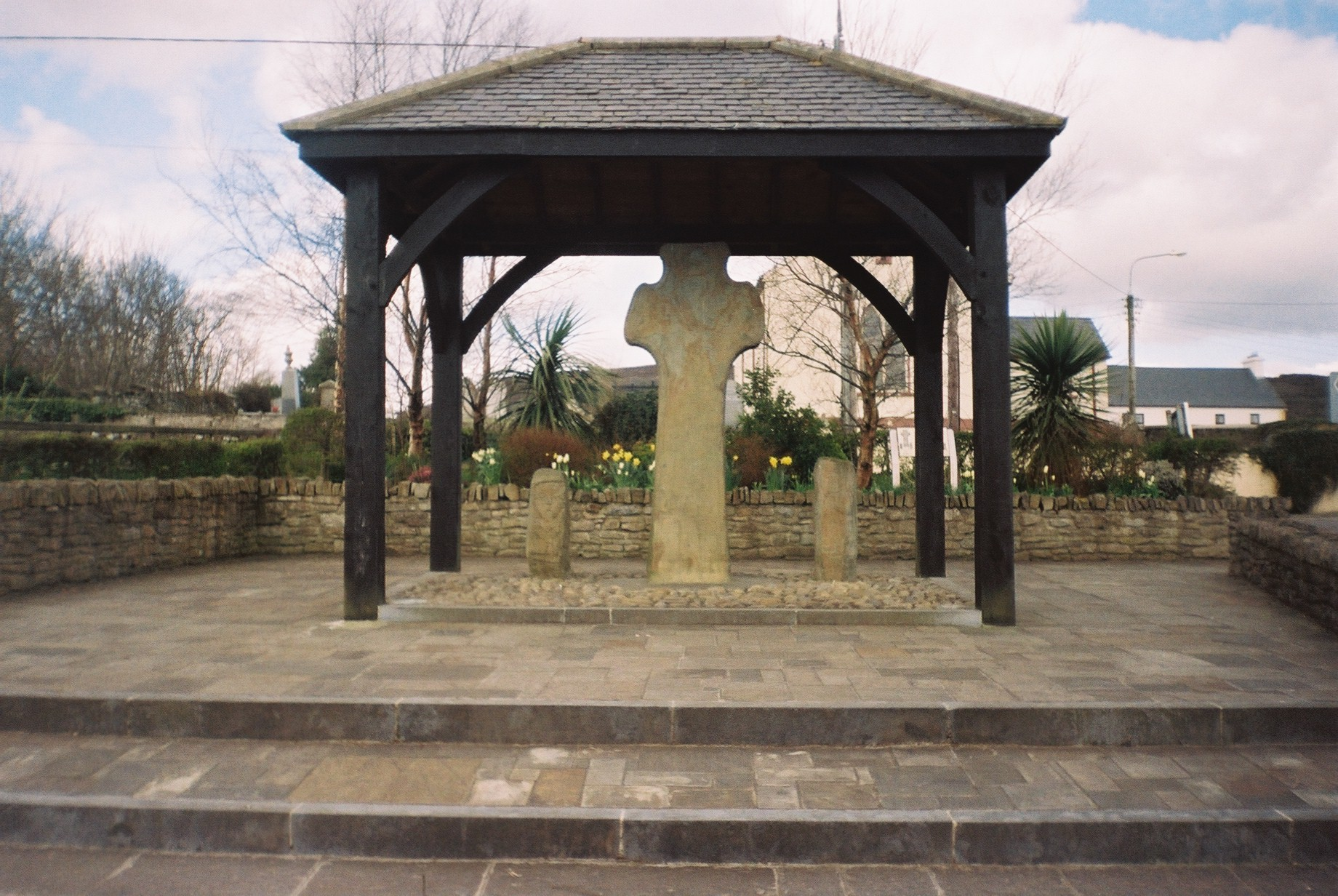
La croix de Saint-Patrick ou Croix de Donagh.
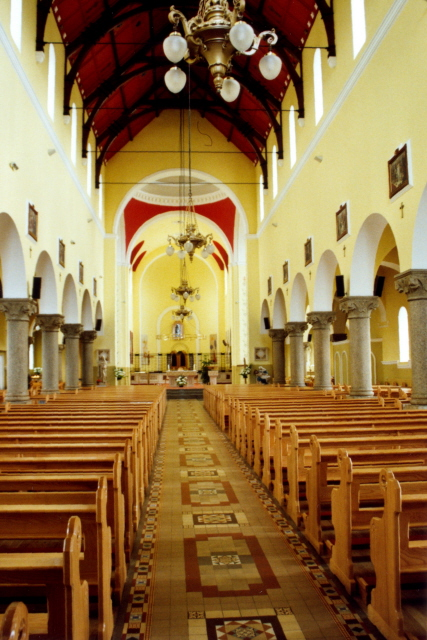
L'église catholique du Sacré-Cœur de 1945 ; elle remplace une chapelle de 1826.
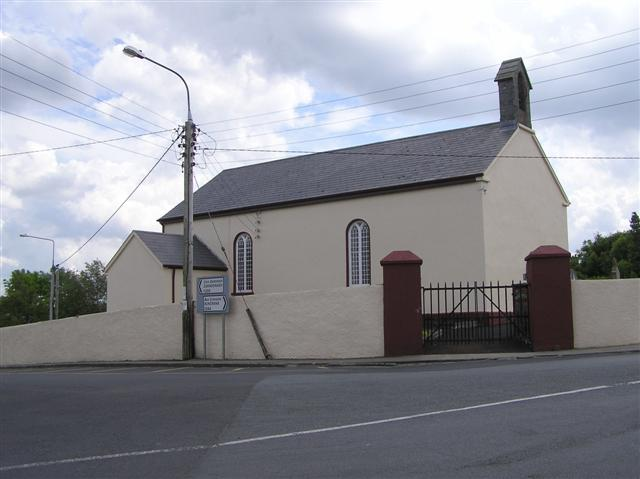
Carndonagh Church, de l'Église d'Irlande.
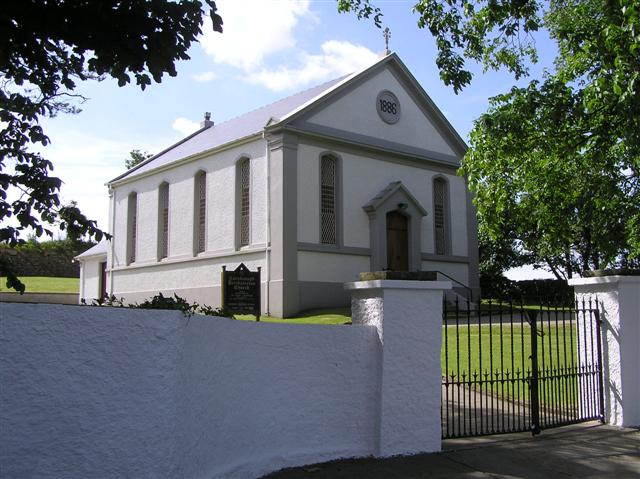
L'église presbytérienne.
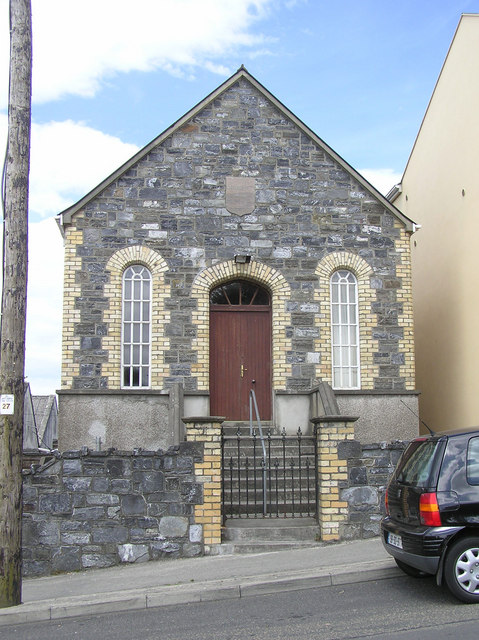
L'église méthodiste.